# Barbus yeiensis
Barbus yeiensis és una espècie de peix cipriniforme de la família dels ciprínids.

## Morfologia
Els mascles poden assolir els 4 cm de longitud total.

## Distribució geogràfica
Es troba al riu Nil i a la conca del llac Txad.